# فرشاة الرسم
فرشاة الطلاء هي فرشاة تستخدم للطلاء بالالوان و في بعض الأحيان يستخدم الحبر. وعادة ما يكون إجراء فرشاة الطلاء عن طريق تثبيت الشعيرات على مقبض مع الطويق. فهي متوفرة في مختلف الأحجام والأشكال والمواد. يتم استخدام سمكا منها لملء ، وتستخدم أرق منها للحصول على التفاصيل. ويمكن تقسيمها إلى فرش الديكور المستخدمة ل الرسم وتزيين وفرش الفنانين تستخدم ل الفن البصري.

## فرشاة أجزاء

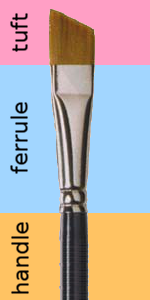
فرشاة أجزاء

- شعيرات: نقل الطلاء على سطح الركيزة
- الطويق: يحتفظ بالشعيرات ويعلقها بالمقبض
- مقبض: الواجهة المقصودة بين المستخدم والأداة

## فرش الرسام التجارية

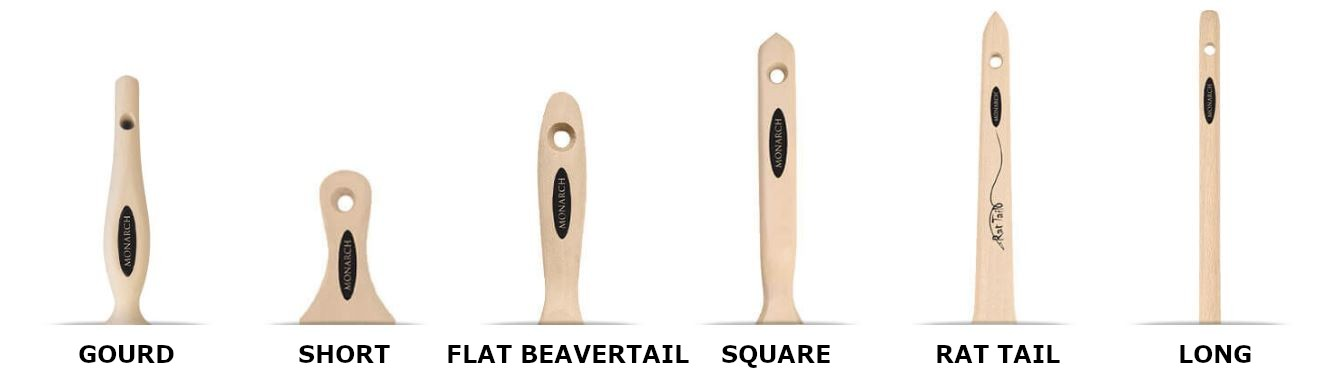
أنماط مقبض الفرشاة

فرش للاستخدام في اللوحة التجارية وتختلف عن الفنية موجهة لتطبيق طبقة متساوية من الطلاء على مناطق كبيرة نسبيا. فيما يلي نستعرض أنواع المقابض المعترف بها عالميا لفرش الرسم التجاري:
- مقبض القرع: تصميم مريح يقلل من الضغط على المعصم واليد أثناء الطلاء.
- مقبض قصير: يوفر المقبض الأقصر دقة أكبر عند طلاء المساحات الصغيرة مثل الزوايا والديكورات ومناطق التفاصيل.
- مقبض بيفيرتيل مسطح: هذا الشكل مستدير ومسطح قليلا ليتناسب تماما مع راحة اليد أثناء الطلاء.
- مقبض مربع: مقبض على شكل مربع مع زوايا مشطوفة هي واردة أساسا في تقليم أو وشاح فرش ومريحة لعقد عند اللوحة.
- مقبض ذيل الفئران: هذا المقبض أطول وأرق من المعيار مما يجعل من السهل الإمساك به لإعطاء تحكم أكبر.
- مقبض طويل: مدورة ورقيقة ، مقبض طويل من السهل عقد مثل قلم رصاص إعطاء سيطرة كبيرة والدقة عند قطع في والرسم المساحات صعبة.

## ديكور' فرش

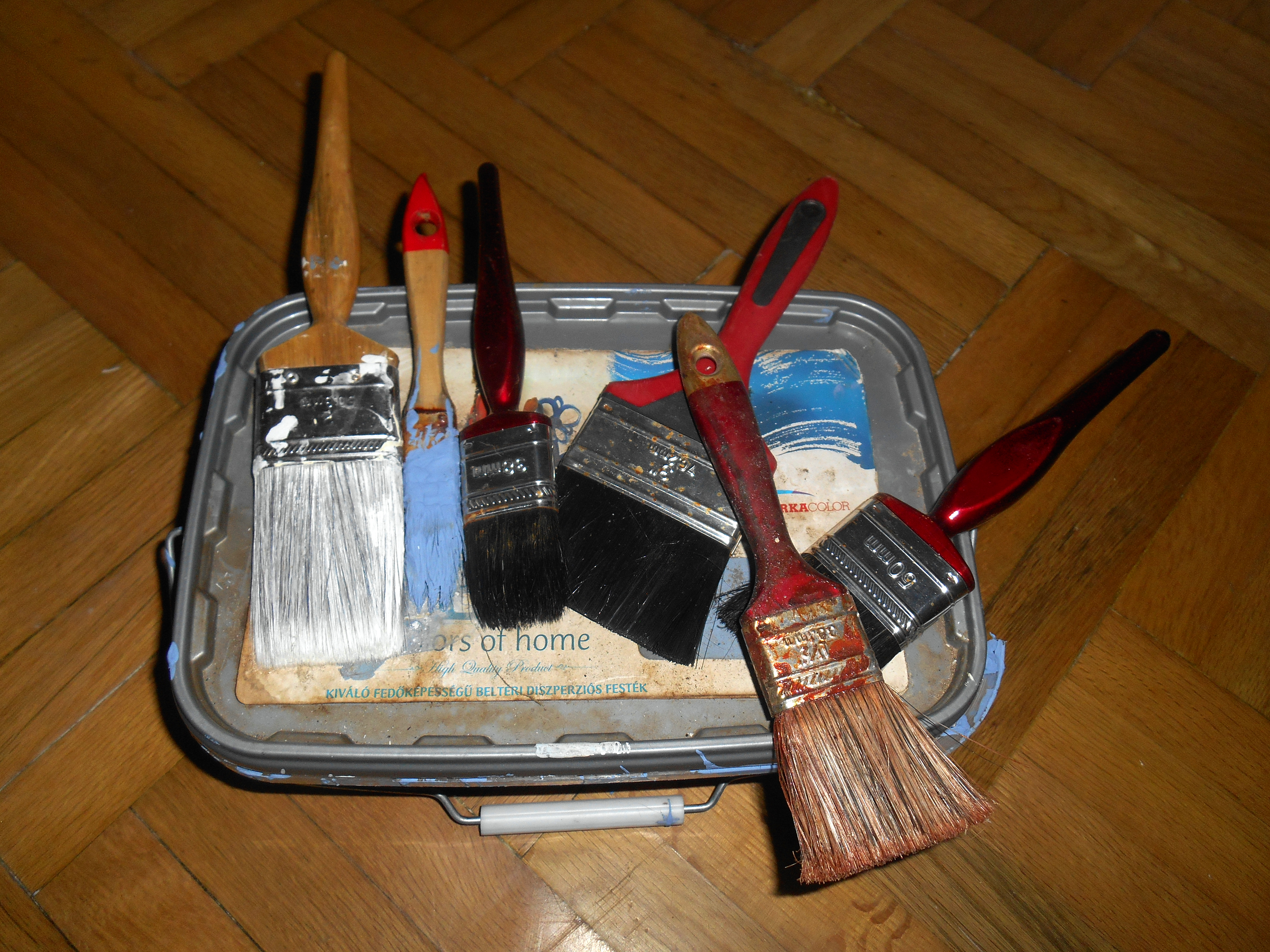
ديكور' فرش

باستخدام فرشاة الطلاء

أحجام الفرش المستخدمة الرسم وتزيين.

### ديكور' أحجام فرشاة
ويتم إعطاء وحساب أحجام فرشاة الديكور بالملليمتر (مم) أو البوصة (في) ، والتي تشير إلى عرض الرأس. والأحجام الشائعة هي:
- متري: 10 مم 20 مم, 40 مم, 50 مم, 60 مم, 70 مم, 80 مم, 90 مم, 100 مم.
- العرفي: 1⁄8 في,1⁄4 في, 3⁄8 في, 1⁄2 في, 5⁄8 في, 3⁄4 في, 7⁄8 في 1 في, 11⁄4 في, 11⁄2 في 2 في, 21⁄2 في 3 في, 31⁄2 في 4 في.

### أشكال فرشاة الديكور
- الزاوية: بالنسبة لحواف الطلاء ، ينخفض طول الشعر الخشن من الوجه العريض للفرشاة بشكل موحد من أحد طرفي الفرشاة إلى الطرف الآخر
- شقة: لطلاء الأسطح المسطحة ، لا يتغير طول الشعر الخشن الذي ينظر إليه من الوجه العريض للفرشاة
- مدبب: يحسن التحكم ، طول الشعر الخشن ينظر من الوجه الضيق للفرشاة أطول في الوسط ويتناقص نحو الحواف
- مهاجم: جولة كبيرة (أسطواني) فرشاة الطلاء الخارجي المناطق الصعبة

### شعيرات فرشاة الديكور
ومن الممكن ان تكون تلك الشعيرات طبيعية أو اصطناعية. إذا كانت الخيوط اصطناعية ، فقد تكون مصنوعة من البوليستر أو النايلون أو خليط من النايلون والبوليستر.
وللخيوط عدة أنواع ويمكن أن تكون الخيوط مجوفة أو صلبة ويمكن أن تكون مدبب أو غير مدقق. فرش مع خيوط مدببه تعطي الانتهاء أكثر سلاسة.
والخيوط الاصطناعية نوعان خيوط تعيش لفترة أطول من شعيرات طبيعية. ويفضل استخدام الشعيرات الطبيعية للدهانات والورنيش القائم على الزيت ، في حين أن الفرش الاصطناعية تعتبر أفضل للدهانات التي تقوم على الماء حيث لا تتوسع الشعيرات عند البلل.
ويؤثرالديكوربشكل كبيرعلى جودة الفرشاة وتقيم ذلك عدة عوامل: الاحتفاظ بالخيوط ، التقاط الطلاء ، ثبات إطلاق الطلاء ، علامات الفرشاة ، السحب والرسم الدقيق. وتمكن الفرشاة المحفورة للرسام بتقطيعها إلى زوايا أكثر إحكاما والطلاء بشكل أكثر دقة.
وعادة ما تكون مقابض الفرشاة مصنوعة من الخشب أو البلاستيك أثناء الحلقات هل المعدن (عادة النيكل-مطلي الصلب)

## الفنانين فرش
وتستخدم الفرش ذات المقبض القصير لأسطح العمل المسطحة أو المائلة قليلا مثل الالوان المائية والرسم بالحبر، في حين يتم عقد فرش طويلة التعامل معها أفقيا أثناء العمل على قماش عمودي مثل الالوان الزيتية أو طلاء أكريليك.:51

### فرشاة الفنان الأشكال
أنماط طرف الفرشاة الأكثر شيوعا هي::52-59
- الجولة: طرف مدبب ، شعيرات طويلة مرتبة عن كثب لمزيد من التفاصيل.
- شقة: لنشر الطلاء بسرعة وبشكل متساو على السطح. سيكون لديهم شعر أطول من نظيرهم المشرق.
- مشرق: أقصر من الشقق. فرش مسطحة مع شعيرات قاسية قصيرة ، جيدة لقيادة الطلاء في نسج قماش في تطبيقات الطلاء أرق ، فضلا عن أنماط اللوحة سمكا مثل impasto العمل.
- Filbert: فرش مسطحة مع نهايات القبة. أنها تسمح بتغطية جيدة والقدرة على أداء بعض الأعمال التفصيلية.
- مروحة: لمزج مناطق واسعة من الطلاء.
- زاوية: مثل filbert ، هذه متعددة الاستخدامات ويمكن تطبيقها في كل من تطبيق الطلاء العام بالإضافة إلى بعض الأعمال التفصيلية.
- Mop: فرشاة ذات شكل أكبر مع حافة مستديرة لتطبيق طلاء ناعم واسع وكذلك للحصول على طلاء زجاجي أرق على طبقات التجفيف الحالية من الطلاء دون إتلاف الطبقات السفلية لحماية فرشاة الطلاء
- الحفار: فرش مستديرة مع الشعر الطويل ، وتستخدم تقليديا لطلاء تزوير في صور السفن. فهي مفيدة للخطوط الدقيقة ومتعددة الاستخدامات لكل من الزيوت والألوان المائية.
- ستيبلر و الغزلان القدم ستيبلر: جولات قصيرة وقصيرة
- بطانة: ممدود جولات
- خنجر يبدو وكأنه زاوية مع الشعر الطويل ، وتستخدم لطلاء السكتة الدماغية واحدة مثل اللوحة أوراق طويلة.
- مخطوطات: عالية ممدود جولات
- Egbert : فيلبرت مع الشعر الطويل اضافية ، وتستخدم لطلاء النفط

بعض الأنماط الأخرى للفرشاة تشمل:

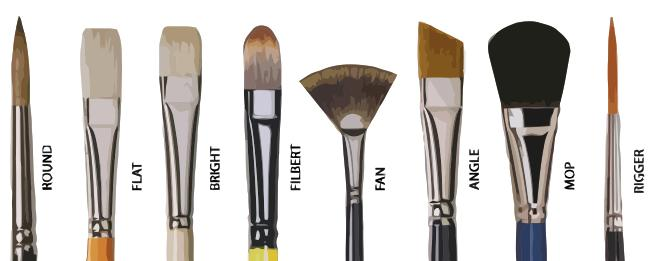
أنواع فرش

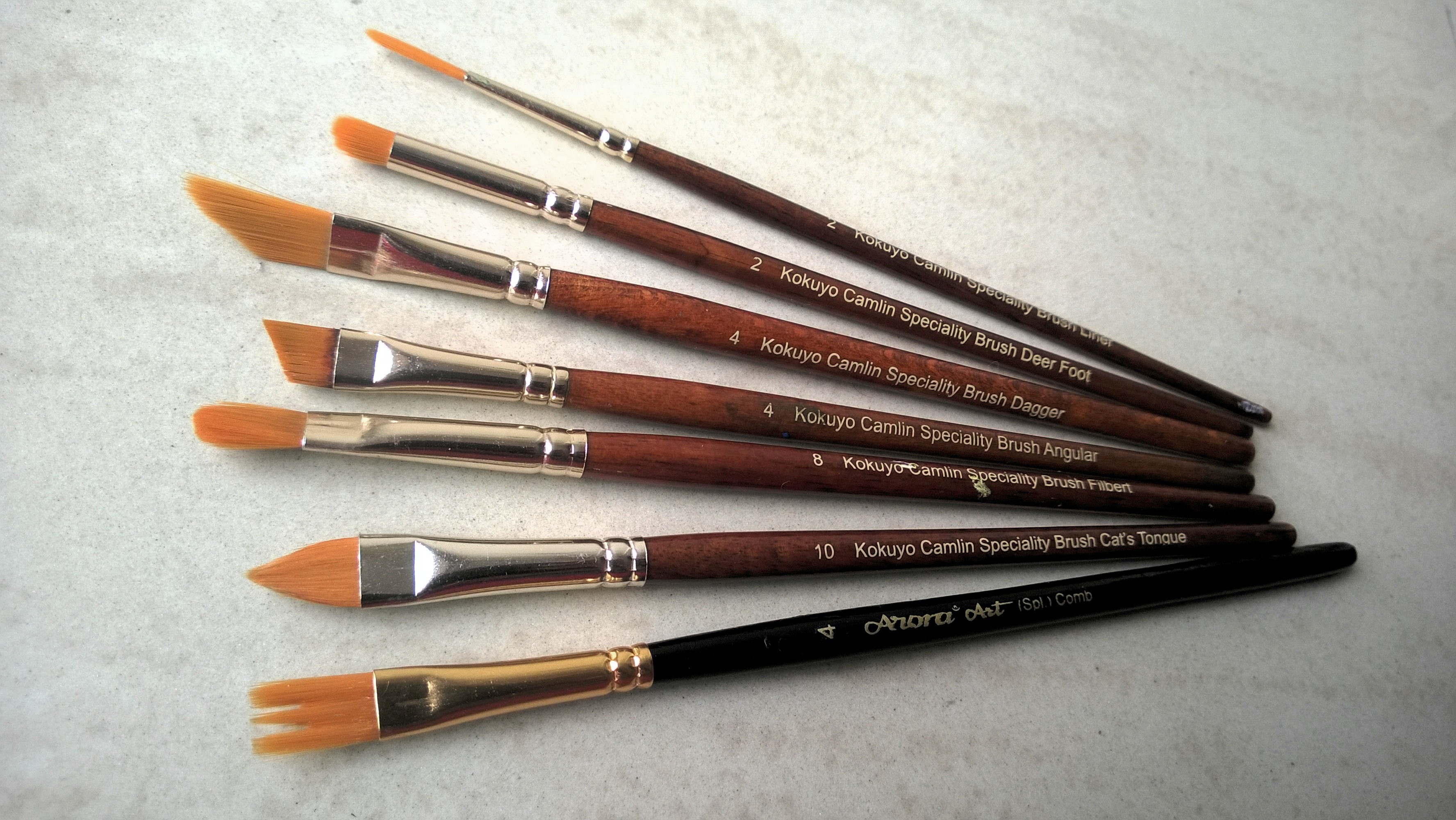
فرش المستخدمة في اللوحة السكتة الدماغية واحدة

- سومي: مماثلة في نمط لفرش ألوان مائية معينة ، أيضا مع مقبض خشبي أو معدني سميك بشكل عام وفرشاة شعر ناعمة عريضة عند البلل يجب أن تشكل طرف ناعم. كما وردت سومي-e (墨絵، الحبر غسل اللوحة).
- هاك (刷毛): نمط آسيوي من الفرشاة مع مقبض خشبي واسع كبير وشعر ناعم للغاية يستخدم في نقطة مواجهة لفرش سومي التقليدية لتغطية مساحات كبيرة. غالبا ما تكون مصنوعة من شعر الماعز.
- نصاب: فرش مستديرة مع بضع شعيرات قصيرة. وتستخدم هذه الفرش عادة في اكتشاف المطبوعات الفوتوغرافية.
- استنسل: فرشاة مستديرة مع كبار شقة تستخدم على الإستنسل لضمان شعيرات لا تحتها. تستخدم أيضا لخلق نسيج.

### الفنانين أحجام فرشاة
والفنانون عادة ما يتم إعطائهم الفرش بأحجام وترقيم معين ، ومن دون وجود معيار دقيق لأبعادها المادية. من الأصغر إلى الأكبر ، الأحجام هي: ٢٠/٠, ١٢/٠, ١٠/٠ , ٧/٠, ٦/٠, ٥/٠, ٤/٠ (وتكتب ايضأ ٠٠٠٠), ٠٠٠, ٠٠, ٠, ١, ٢, ٣, ٤, ٥, ٦, ٧, ٨, ٩, ١٠, ١١, ١٢, ١٣, ١٤, ١٦, ١٨, ٢٠, ٢٢, ٢٤, ٢٥, ٢٦, ٢٨, ٣٠. يتم تصنيع فرش غرامة مثل٣٠/٠ من قبل الشركات الكبرى ، ولكنها ليست حجم مشترك. الأحجام ٠٠٠ إلى ٢٠ هي الأكثر شعبية :51

### شعيرات فرشاة الفنانين

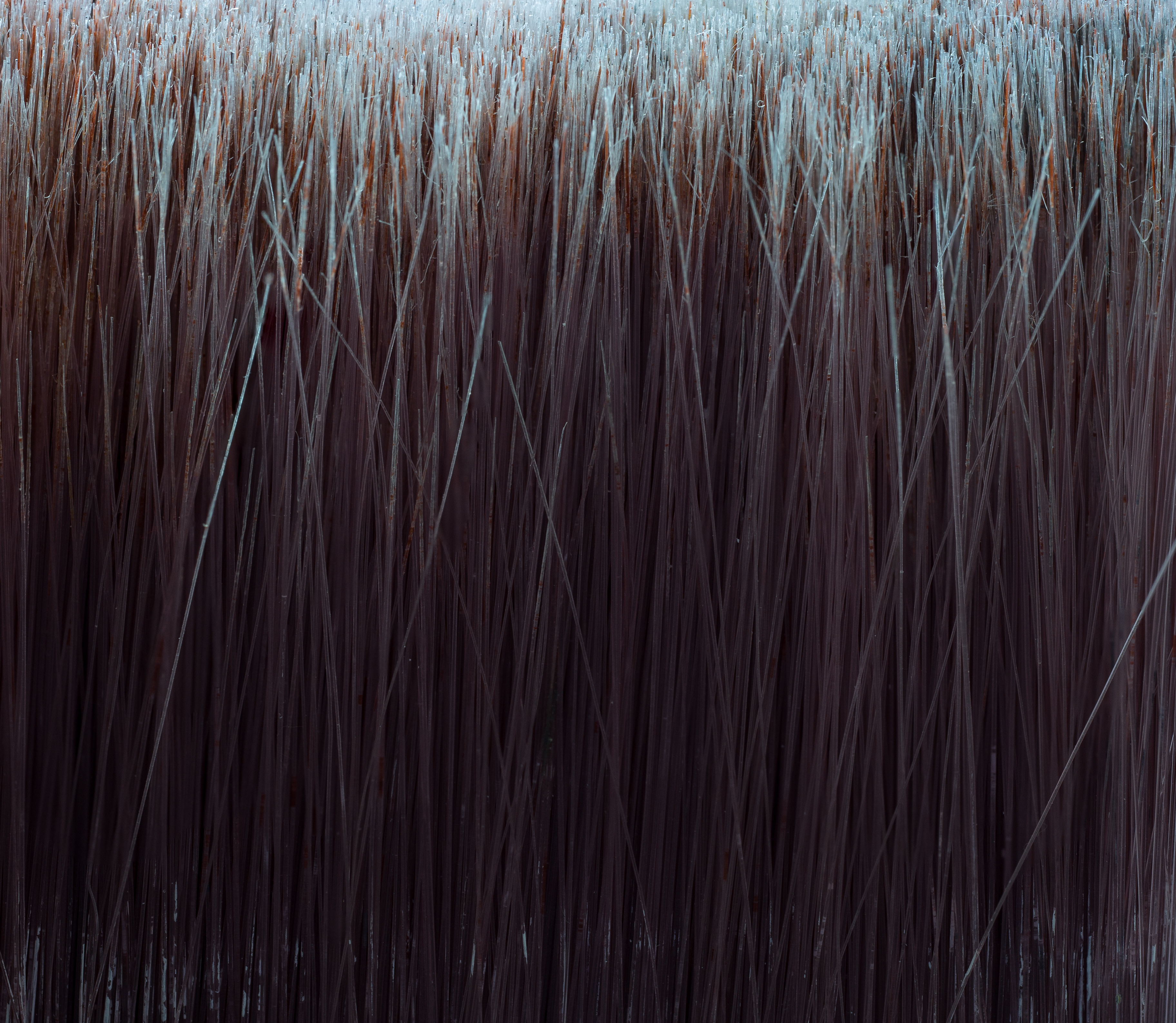
المقربة من فرشاة الطلاء النفط

وقد تكون تلك الشعيرات طبيعية - إما شعر ناعم أو خنزير شعيرات - أو الاصطناعية.:50
وتشمل عدة أنواع:
- ألوان مائية فرش والتي عادة ما تكون مصنوعة من السمور الاصطناعية السمور أو نايلون;
- النفط اللوحة فرش والتي عادة ما تكون مصنوعة من السمور أو الخشن;
- أكريليك الفرش التي هي النايلون بالكامل تقريبا أو الاصطناعية.

وزيت التربنتين و تستخدم في الرسم الزيتي ويمكن أن تتسبب في تدمير بعض أنواع الفرش الاصطناعية. ومع ذلك ، أنتجت الابتكارات في تكنولوجيا الشعر الخشن الاصطناعية شعيرات اصطناعية مقاومة للمذيبات مناسبة للاستخدام جميع الانواع . يتم استخدام الشعر الطبيعي مثل شعر السنجاب أو الغرير أو السمور من قبل خبراء الألوان المائية بسبب قدرتهم الفائقة على امتصاص الماء والاحتفاظ به.
فرش شعر ناعمة
أفضل هذه مصنوعة من كولينسكي السمور، الخرافات الحمراء الأخرى ، أو miniver (الروسية السنجاب معطف الشتاء ؛ الذيل) الشعر. Sabeline هو شعر ثور مصبوغ باللون الأحمر لتبدو مثل السمور الأحمر وأحيانا ممزوجة به. شعر الجمل هو مصطلح عام لبديل أرخص وأقل جودة ، عادة ثور. يمكن أن يكون الأنواع الأخرى ، أو مزيج من الأنواع ، ولكن لا يشمل الجمل. المهر، الماعز، النمس والغرير الشعر تستخدم أيضا.
الشعر الخشن خنزير
غالبا ما تسمى الصين الخشن أو Chungking الخشن. هذا هو أكثر صلابة وأقوى من الشعر الناعم. قد تكون مبيضة أو غير مبيضة.
شعيرات تركيبية
هذه مصنوعة من خاص متعدد القطر مقذوف نايلون خيوط, تاكلون أو بوليستر. هذه أصبحت أكثر شعبية من أي وقت مضى مع تطوير الدهانات المياه القائمة الجديدة.

### الفنانين و فرشاة مقابض
ومقابض فرشاة الفنانين المتعارف عليها خشبية ولكن يمكن أيضا أن تكون مصنوعة من مصبوب البلاستيك. والعديد من المقابض ذات الإنتاج الضخم مصنوعة من الخشب الخام ؛ مقابض ذات جودة أفضل من الخشب الصلب المخضرم. الخشب مغلق و طلى لإعطاء مقبض لمعان عالية ، طلاء مقاوم للماء يحد من الاتساخ والتورم.
وايضا قد تكون الحلقات المعدنية من الألومنيوم، النيكل، النحاس أو النيكل مطلي الصلب. ريشة وهذه تعطي «احساسا» مختلفا للفرشاة ، وهي أساسية في فرش غسل aquarel على الطراز الفرنسي.